# Campagna tedesca in Angola
Ancora prima dell'entrata in guerra del Portogallo contro la Germania nel marzo 1916, l'esercito portoghese e tedesco si scontrarono più volte lungo il confine tra l'Angola portoghese e l'Africa Tedesca del Sud-Ovest (l'attuale Namibia).
La Germania riuscì a conquistare la regione di Humbe, nell'Angola meridionale, ma a seguito dell'intervento britannico i portoghesi recuperarono il controllo sull'area.

## Contesto
Dal 1911 fino allo scoppio della prima guerra mondiale nel luglio 1914, Regno Unito e Germania negoziarono in segreto per un possibile smembramento dell'Angola portoghese.
Nel settembre 1914 il governo di Lisbona inviò delle truppe a protezione del confine meridionale della colonia ed impedì i commerci tra l'Angola e l'Africa Tedesca del Sud-Ovest

## La campagna
Gli scontri tra Germania e Portogallo al confine tra le due colonie africane cominciarono ancor prima della dichiarazione di guerra tra i due Paesi. Per scongiurare sconfinamenti tedeschi, a partire dall'ottobre 1914 le forze portoghesi in Angola vennero rinforzate con un corpo di spedizione guidato dal tenente colonnello Alves Roçadas.
Il primo incidente di confine di una certa rilevanza avvenne il 19 ottobre a Naulila, dove tre ufficiali tedeschi, che guidavano una colonna militare entrata senza permesso in Angola, vennero uccisi dalle truppe portoghesi. Come rappresaglia, il 30 ottobre i tedeschi attaccarono a sorpresa l'avamposto di Cuangar, uccidendo 20 soldati portoghesi e due civili.
Il 18 dicembre ci fu lo scontro più cruento. Un contingente di circa 2 000 soldati tedeschi, sotto il comando del maggiore Victor Franke, attaccò le forze portoghesi a Naulila. Dopo aver resistito strenuamente, i portoghesi si dovettero ritirare verso Humbe. Qui i tedeschi fecero saltare il magazzino delle munizioni di Forte Roçadas costringendo i portoghesi a ritirarsi ancora più a nord. Nello scontro persero la vita tre ufficiali e 66 soldati portoghesi e 12 soldati tedeschi.
Il 17 luglio 1915 il generale Pereira d'Eça, approfittando dell'intervento britannico nell' Africa Tedesca del Sud-Ovest riconquistò Humbe. Nonostante la sconfitta, i tedeschi continuano almeno fino al settembre 1915 ad armare ed istigare rivolte locali contro il dominio portoghese.